# Cortijo Grande
Cortijo Grande es un barrio de la ciudad española de Almería (Andalucía) situado al sureste de la ciudad en el tramo sur de la avenida del Mediterráneo. Linda con ésta y los barrios de las 500 Viviendas y el Tagarete al oeste, el polígono industrial de La Celulosa al norte y la Vega de Acá al oeste y el sur.

## Historia
Las primeras casas de esta zona eran pequeños cortijos, hasta que en los años 60 se construyeron las 104 viviendas, un grupo de viviendas sociales construidas por el Instituto Nacional de la Vivienda, conocidas como “Grupo de viviendas Marina Española”. 

## Lugares de interés
La zona cuenta con numerosos parques y comercios , desde pubs a restaurantes , numerosas guarderías y el colegio "Virgen de Loreto".
También cuenta con un polígono industrial "La Celulosa" 

Unas de las mejores zonas de Almería , tanto en ocio , como en calidad de vida. [cita requerida]

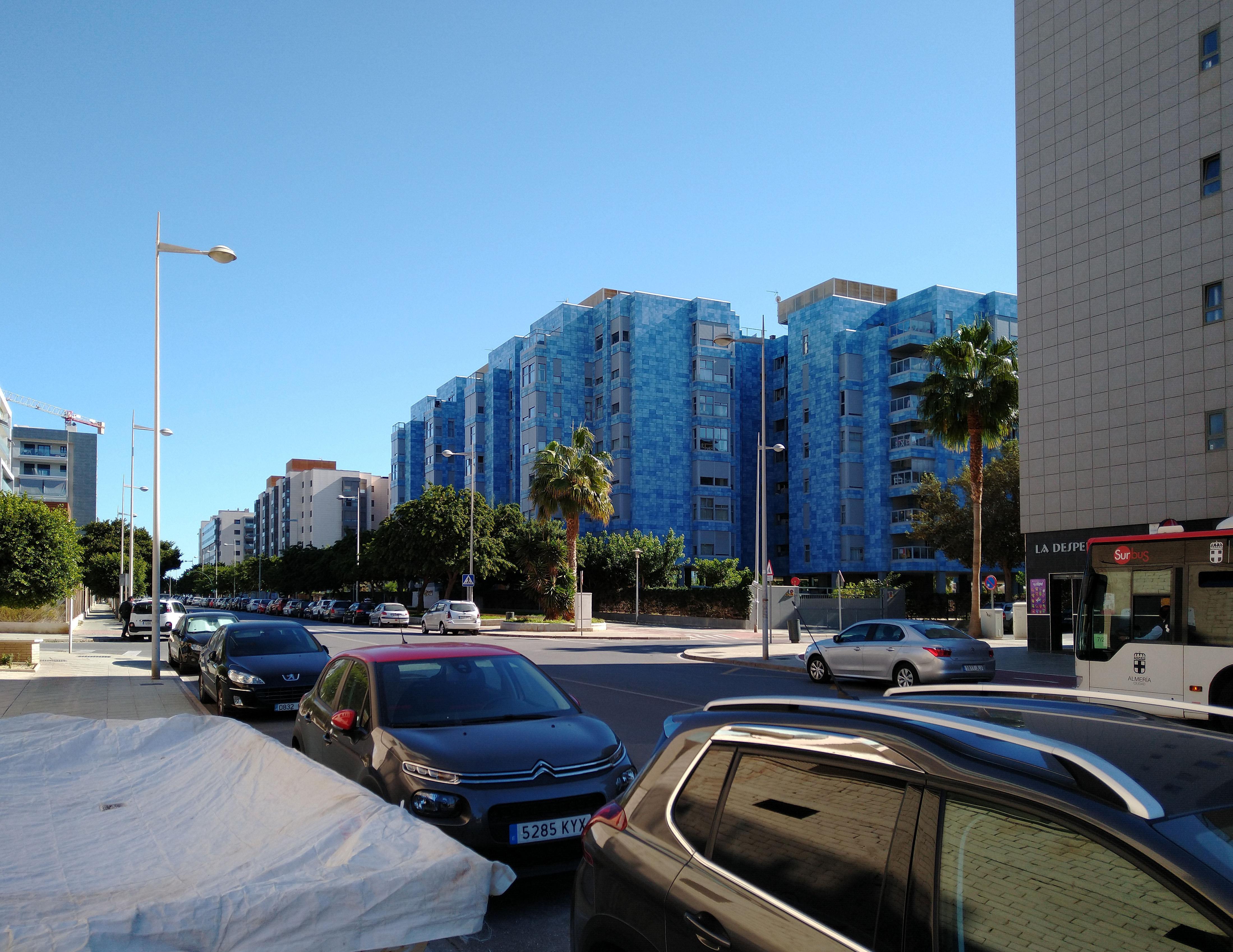

## Transportes y comunicaciones
El barrio está comunicado mediante el transporte urbano con el centro y otros puntos de la ciudad. Por él discurren las líneas 3, 7 y 11.
|                                                                                      | Surbus Ir a la base de datos        | Surbus Ir a la base de datos | Surbus Ir a la base de datos | Surbus Ir a la base de datos | Surbus Ir a la base de datos |
| Línea                                                                                | Trayecto                            | Horario 1 Laborables         | Horario 2 Sábados            | Horario 3 Festivos           | Frecuencia 1/2/3             |
| ------------------------------------------------------------------------------------ | ----------------------------------- | ---------------------------- | ---------------------------- | ---------------------------- | ---------------------------- |
|                                                                                      | Torrecárdenas-Nueva Almería         | 6:55 a 22:52                 | 6:55 a 22:52                 | 6:55 a 22:52                 | 60´/60´/ 60´                 |
|                                                                                      | Torrecárdenas-La Goleta-Universidad | 7:30 a 16:04                 | (sin servicio)               | (sin servicio)               | 1h 10 min                    |
|                                                                                      | Piedras Redondas-Árbol de la Seda   | 6:25 a 22:10                 | 6:35 a 22:30                 | 6:35 a 22:45                 | 25´/25´/ 35´                 |
|                                                                                      | Zapillo-Universidad-Nueva Almería   | 7:05 a 22:40                 | 7:15 a 22:20                 | 7:50 a 21:35                 | 20´/30´/ 30´                 |
| - La frecuencia y el horario se refire a: Laborables / Sábados / Domingos y festivos |                                     |                              |                              |                              |                              |